# Jacobus de Kerle
Jacobus de Kerle (Ieper, 1531/1532 - Praga, 7 de gener de 1591) fou un compositor i organista flamenc de finals del Renaixement. Considerat com un dels més savis polifonistes del seu temps, cultivà exclusivament la música religiosa. Per les dedicatòries del llurs obres més antigues es pot deduir que degué transcórrer a Itàlia bona part de la seva vida artística. Des de 1562 fins al 1575 va estar al servei del cardenal-arquebisbe d'Augsburg, Otto de Truchsess, al que acompanyà a les sessions del Concili de Trento, component, per encàrrec d'aquest prelat, alguns precs interpretats en començar les sessions. En retornar de Trento, el 1563, aconseguí una canongia a Cambrai, servat aquesta prebenda quan més tard passà al servei de l'emperador Rodolf II del Sacre Imperi Romanogermànic a Viena i Praga.

## Obres principals
- Hymni totius anni (Roma)
- Magnificat octo tonum (Venècia, 1562)
- Sex missae a quatre i cinc veus (Venècia, 1562)
- Preces speciales pro salubru ganaralis concilii succesu et conclusione, populique Christiani salute ac unione (Venècia, 1562)
- Cantiones sacrae, a cinc i sis veus (Nuremberg, 1571)
- Liber modulorum sacrorum (Múnic, 1572)
- Dos llibres de Motets (Múnic, 1575)
- 4 Missae, amb Tedeum (Anvers, 1583)
- Aliquoi moduli (Praga, 1585)
- Tedeum
- Magnificat
- Asperges
- Motets